# Roger Conrié
Roger Raymond Conrié, né le 6 octobre 1898 à Dunes (Tarn-et-Garonne), et mort le 13 décembre 1966 à Talence (Gironde), est un comptable et arbitre français de football. Il fut le président de la Ligue d'Aquitaine de football entre 1934 et 1966.

## Carrière
Il a officié dans des compétitions majeures :
- Coupe de France de football 1929-1930 (finale)
- Coupe de France de football 1932-1933 (finale)
- Coupe du monde de football de 1938 (1 match)